# To the Moon
To the Moon – czwarta gra komputerowa stworzona przez kanadyjskiego projektanta i kompozytora Kana Gao oraz pierwsza komercyjna produkcja jego niezależnego studia Freebird Games. Jest grą przygodową z elementami gry fabularnej.
Została stworzona za pomocą programu RPG Maker XP i wydana 1 listopada 2011 roku. Pierwotnie była dostępna w sprzedaży na oficjalnej stronie autora i kilku innych serwisach dystrybucji cyfrowej, a 8 września 2012 roku pojawiła się także w ofercie serwisu Steam. Dostępna jest trwająca godzinę darmowa wersja trial gry. W Polsce została wydana 20 lutego 2013 roku przez firmę Techland. 14 marca 2013 roku ukazała się także polska lokalizacja gry dla wersji zakupionych poprzez dystrybucję cyfrową stworzona we współpracy fana produkcji ze studiem Freebird Games.
Jej kontynuacja pod tytułem Finding Paradise ukazała się 14 grudnia 2017 roku na platformach Windows, macOS i Linux.
18 maja 2018 roku Kan Gao ogłosił produkcję filmu animowanego na podstawie gry. Projekt sfinansowany będzie w Chinach, a wyprodukowany w Japonii. Gao będzie uczestniczył w tworzeniu scenariusza i doradzał przy produkcji.

## Fabuła
Głównymi bohaterami gry są dr Eva Rosalene i dr Neil Watts, którzy pracują dla Sigmund Corp. – firmy, która dzięki technologii zmiany wspomnień oferuje ludziom spełnienie swojego największego marzenia. Można to jednak zrobić, dopiero gdy dana osoba jest umierająca, gdyż fałszywe wspomnienia kolidują z prawdziwymi, co uniemożliwia prawidłowe funkcjonowanie. Ich kolejnym klientem jest John Wyles, owdowiały staruszek będący na łożu śmierci, a jego marzeniem – dostanie się na księżyc. Aby wypełnić swój kontrakt, bohaterowie muszą przedostać się od jego najpóźniejszych do najwcześniejszych wspomnień i wgrać nowe. Pojawiają się jednak komplikacje związane z jego ukochaną żoną River, a doktorzy próbują znaleźć sposób na ich rozwiązanie.

## Rozgrywka
Gra ukazana jest w rzucie izometrycznym za pomocą dwuwymiarowej grafiki. Gracz kieruje jednym z bohaterów, podczas gdy drugi za nim podąża lub jest nieobecny. Rozgrywka polega głównie na dialogach z innymi postaciami bądź tylko ich czytaniu oraz znajdowaniu odpowiednich przedmiotów do użycia. Czasem gracz za zadanie otrzyma rozwiązanie prostej łamigłówki lub ukończenie minigry. Będąc we wspomnieniach, gracz musi znaleźć „memento” (przedmiot o szczególnym dla Johna znaczeniu) i pięć „połączeń” oraz rozwiązać zagadkę, aby przenieść się do wcześniejszych wydarzeń. Przewidywany czas gry to ok. 4,5 godziny.

## Ścieżka dźwiękowa
Ścieżka dźwiękowa gry To the Moon zebrała bardzo pochlebne opinie wielu krytyków. Zawiera utwory skomponowane przez Kana Gao i piosenkę „Everything's Alright” wykonaną przez Laurę Shigiharę. Opublikowana została 4 listopada 2011 roku w serwisie Bandcamp i składa się z 31 ścieżek o całkowitej długości 52 min 47 sek. Połowa dochodów z jej sprzedaży przekazywana jest organizacjom charytatywnym.
| To the Moon OST | To the Moon OST                                  | To the Moon OST |
| Nr              | Tytuł utworu                                     | Długość         |
| --------------- | ------------------------------------------------ | --------------- |
| 1.              | „To The Moon – Main Theme”                       | 04:55           |
| 2.              | „Between a Squirrel and a Tree”                  | 01:17           |
| 3.              | „Spiral of Secrets”                              | 01:05           |
| 4.              | „For River – Piano (Sarah & Tommy's Version)”    | 02:57           |
| 5.              | „Bestest Detectives in the World”                | 01:14           |
| 6.              | „Too Bad So Sad”                                 | 00:07           |
| 7.              | „Teddy”                                          | 00:42           |
| 8.              | „Uncharted Realms”                               | 01:08           |
| 9.              | „Having Lived”                                   | 01:21           |
| 10.             | „Moonwisher”                                     | 02:10           |
| 11.             | „Born a Stranger”                                | 01:41           |
| 12.             | „For River – Piano (Johnny's Version)”           | 01:39           |
| 13.             | „Lament of a Stranger”                           | 01:05           |
| 14.             | „Everything's Alright (Music Box)”               | 00:40           |
| 15.             | „Moongazer”                                      | 02:15           |
| 16.             | „Anya by the Stars”                              | 02:15           |
| 17.             | „Take Me Anywhere”                               | 00:59           |
| 18.             | „Warning (AKA best track ever)”                  | 00:09           |
| 19.             | „Beta-B”                                         | 01:06           |
| 20.             | „World's Smallest Ferris Wheel”                  | 00:35           |
| 21.             | „Once Upon a Memory”                             | 02:25           |
| 22.             | „Once Upon a Memory (Piano)”                     | 01:35           |
| 23.             | „Laura Shigihara – Everything's Alright”         | 03:25           |
| 24.             | „Everything's Alright (Reprise)”                 | 00:58           |
| 25.             | „Tomorrow”                                       | 02:10           |
| 26.             | „Launch”                                         | 01:57           |
| 27.             | „To the Moon – Piano (Ending Version)”           | 05:15           |
| 28.             | „Eva's Ringtone”                                 | 00:04           |
| 29.             | „Trailer Theme – Part 1”                         | 01:43           |
| 30.             | „Trailer Theme – Part 2 (feat. Laura Shigihara)” | 01:49           |
| 31.             | „Trailer Theme – Part 2 (Instrumental)”          | 02:00           |
|                 |                                                  | 52:41           |

## Odbiór gry w mediach
Gra To the Moon otrzymała pozytywne recenzje, w których chwalono wzruszającą i zaskakującą fabułę, elementy humorystyczne oraz oprawę muzyczną, a krytykowano niezbyt rozbudowaną i dość krótką rozgrywkę, a także problemy ze sterowaniem. Uzyskała średnią ocen 81/100 w agregatorze Metacritic i 82,24% w GameRankings.
Mateusz Witczak z „CD-Action” docenił fabułę To the Moon, stwierdzając, że to „jedna z nielicznych produkcji, które potrafią wycisnąć łzy z oczu, stawiają ważne pytania i pozostawiają po sobie coś więcej niż wspomnienie dobrej zabawy”. Zaznaczył jednak, że „nie jest to zabawa dla każdego” oraz przyznał, iż oprawa graficzna jest przestarzała. Opowiadaną historię chwalił również Lewis Denby z Eurogamera, skrytykował on jednak obecność niektórych sekwencji zręcznościowych w grze, które według niego są całkowicie niepotrzebne. Olivii Hubert z „GamePro” podobały się również realistycznie przedstawione postacie oraz odniesienia do klasycznych gier fabularnych, filmów i serii książek Animorphs. Ray Barnholt z serwisu GameSpy miał mniej pochlebne zdanie o produkcji i jako jej wady wymienił stronę wizualną gry, zbyt łatwe zagadki, mało interesującą postać Johna i amatorsko napisane dialogi, choć docenił ogólną koncepcję oraz muzykę. Anthony Gallegos z IGN stwierdził, że muzyka w grze jest piękna, a 16-bitowa grafika wygląda całkiem nieźle, lecz zwrócił uwagę na słabą, choć mało ważną mechanikę rozgrywki i brak voice actingu.
W 2011 roku gra otrzymała kilka nagród i wyróżnień. Portal GameSpot w swoim plebiscycie najlepszych gier roku przyznał jej nagrodę za najlepszą opowieść, a magazyn Wired umieścił ją na liście 20 najlepszych gier roku. W serwisie Indie DB została uhonorowana jako najlepsza gra dla jednego gracza, a serwis RPGFan wyróżnił ją jako najlepszą niezależną grę fabularną. W 2012 roku została natomiast nominowana do nagrody za doskonałość w dźwięku przez organizatorów Independent Games Festival.

## Kontynuacje
31 grudnia 2013 roku Kan Gao udostępnił darmowy „mini-epizod” Holiday Special Minisode, którego akcja rozgrywa się podczas okresu bożonarodzeniowego w jednym z oddziałów Sigmund Corp, gdzie pracują doktorzy Rosalene i Watts. 7 listopada 2014 roku ukazała się krótka gra A Bird Story, która jest wprowadzeniem do kontynuacji To the Moon. Jej głównym bohaterem jest młody chłopiec, który wraz z ptakiem ze złamanym skrzydłem podróżuje po świecie będącym mieszaniną świata rzeczywistego i wyobrażonego. Jako dorosły mężczyzna zostanie pacjentem w drugiej części serii. 18 lutego 2015 roku ukazał się drugi darmowy mini-epizod Sigmund Minisode.
Kontynuację To the Moon studio Freebird Games zapowiedziało 22 sierpnia 2012 roku. Ma ona tytuł Finding Paradise i ukazała się 14 grudnia 2017 roku na platformach Windows, macOS i Linux.